# Myrolubiwka (obwód winnicki)
Myrolubiwka (ukr. Миролюбівка) – wieś na Ukrainie, w obwodzie winnickim, w rejonie tulczyńskim. W 2001 liczyła 1402 mieszkańców, wśród których 1373 wskazało jako ojczysty język ukraiński, 28 rosyjski, a 1 mołdawski.